# Plaza de toros de Santoña
La plaza de toros de Santoña es el coso taurino de la localidad de Santoña, en Cantabria, España. Fue construida con los sillares de piedra caliza y baluartes que formaban la muralla que protegía la villa del mar. El arquitecto fue Mario Camiño y el encargado de la obra Leoncio Alonso. Cuenta con un aforo de 6000 localidades.

## Historia
Se inauguró en 1907 con dos corridas de toros que se celebraron el 7 y el 8 de septiembre. Ambos días se anunciaron en los carteles Antonio Guerrero Román Guerrerito y Castor Jaureguibeitia “Cocherito de Bilbao”, el primer día frente a reses de la ganadería sevillana de Eduardo Olea y el segundo de Vicente Martínez. Como sobresaliente actuó el novillero vasco Luciano Bilbao Lunares. 
La tarde inaugural apuntan las crónicas que los toros recibieron 62 varas. Nueve caballos murieron y otros ocho al día siguiente. Los toros de las dos corridas costaron 7000 pesetas, y los toreros cobraron 3000 pesetas. El precio de las localidades fue de cuatro pesetas en sombra y dos en sol. La inauguración se correspondió con la fecha en que anualmente se celebra la procesión marítima en honor a la Virgen de Puerto, patrona de la ciudad.
La tradición taurina en Santoña se remonta a 1880, siendo el patio de armas del Fuerte, donde hoy se encuentra el monumento a Carrero Blanco, donde se torearon las primeras reses. Años antes, existió una plaza de toros de madera, que albergó festejos menores, en el campo de San Miguel. La unión entre aficionados fue el impulso necesario para la construcción de la actual plaza de toros conocida como “El Coso Marinero”.
En 2009 finalizó un proceso de rehabilitación en el marco de los elementos del patrimonio de protección Singular del Plan General de Ordenación Urbana de Santoña, y que se centró en la recuperación de los balconcillos primitivos de la plaza de toros que cerraban la parte oeste de la zona alta del coso.

## Características

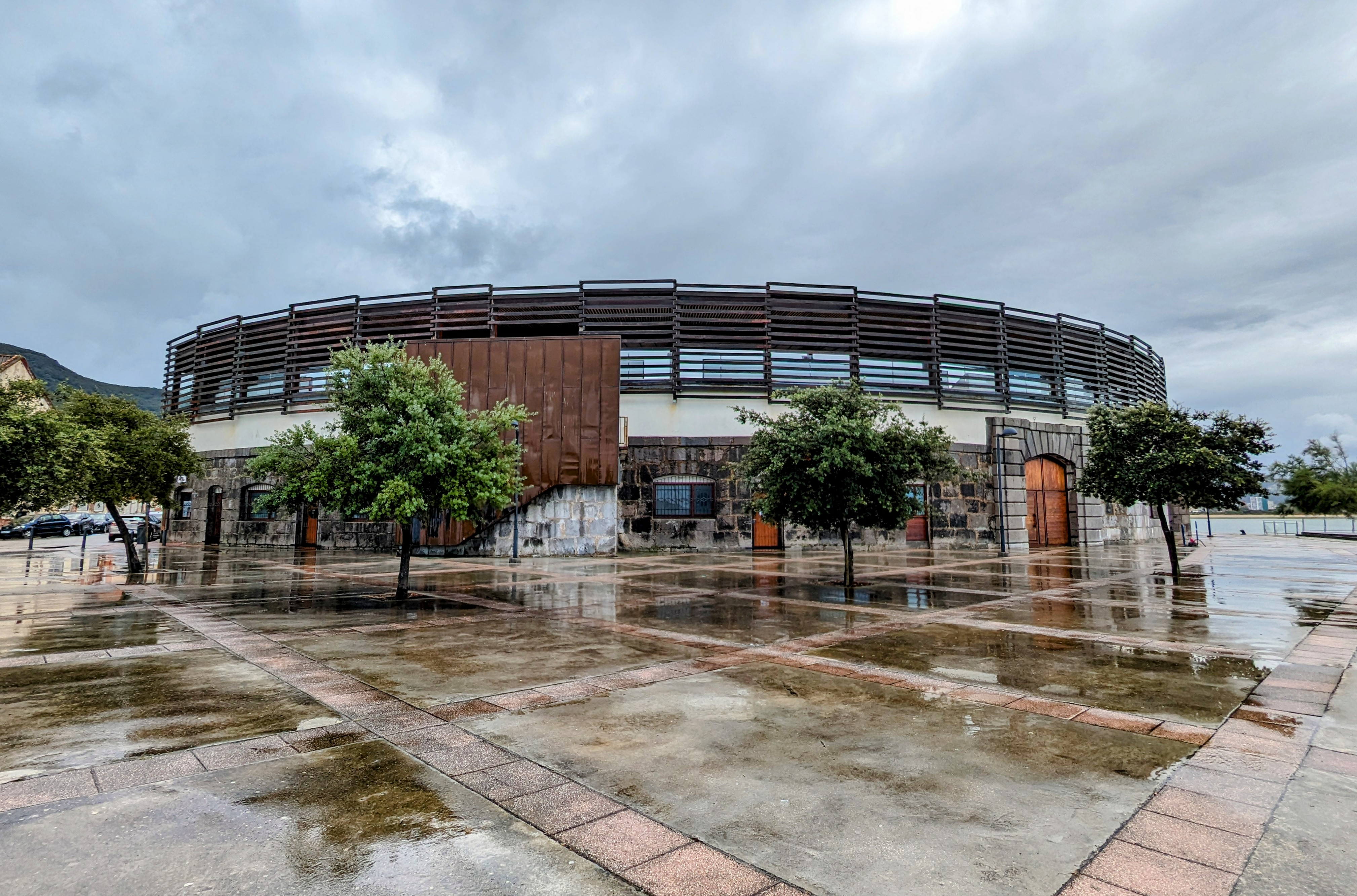
Vista exterior

El coso tiene un redondel de 18,20 metros de radio. Tendido de quince filas y una de tabloncillo así como palcos. La estructura se divide en ocho tendidos, cuatro de sol y cuatro de sombra.

## Hitos
Dentro de su historia, cabe destacar, el debut de la afamada ganadería de Victorino Martín en 2018. Un cartel en el que se anunciaron El Cid, Juan del Álamo y Fortes.